# Touché Amoré
I Touché Amoré sono un gruppo musicale post-hardcore statunitense, formatosi a Los Angeles nel 2007.

## Formazione

### Formazione attuale
- Jeremy Bolm – voce
- Clayton Stevens – chitarra
- Nick Steinhardt – chitarra
- Tyler Kirby – basso
- Elliot Babin – batteria

### Ex componenti
- Tyson White – chitarra (2007-2010)
- Jeremy Zsupnik – batteria (2007-2009)

## Discografia

### Album in studio
- 2009 – ...To the Beat of a Dead Horse
- 2011 – Parting the Sea Between Brightness and Me
- 2013 – Is Survived By
- 2016 – Stage Four
- 2020 – Lament
- 2024 – Spiral in a Straight Line

### Album dal vivo
- 2018 – 10 Years/1000 Shows: Live at the Regent Theater

### EP
- 2010 – Live at WERS
- 2012 – Live on BBC Radio 1

Split EP
- 2010 – Searching for a Pulse/The Worth of the World (con i La Dispute)
- 2010 – Touché Amoré/Make Do and Mend (con i Make Do and Mend)
- 2012 – Touché Amoré/The Casket Lottery (con The Casket Lottery)
- 2013 – Touché Amoré/Pianos Become the Teeth (con i Pianos Become the Teeth
- 2013 – Touché Amoré/Title Fight (con i Title Fight)